# رابطة آسيا والمحيط الهادئ للترجمة الآلية
رابطة آسيا والمحيط الهادئ للترجمة الآلية (الاختصار العربي: رامهتا) هي منظمةً تضم في عضويتها باحثين ومؤسساتهم، شركات، ومستخدمي أنظمة ترجمة آلية.

## الأهداف
يتمثّل هدف الرابطة في إنشاء أنظمة ترجمة آلية تُناسب التواصل العالمي. لهذا الغرض، تُطلق الرابطة مشروعات للتطوير والتطبيق، وتشجّع على تحسين الأنظمة القائمة، وتسهم في نشر نتائج الأبحاث، وتُنظّم برامج تدريب وتأهيل في مجال الترجمة الآلية.

## التاريخ
تأسّست هذه الرابطة في 17 نيسان/أبريل 1991 باسم الرابطة اليابانية للترجمة الآلية, وهي تُعدّ عضوًا في الرابطة الدولية للترجمة الآلية.

## اللغات
اللغات التي تغطيها رابطة آسيا والمحيط الهادئ للترجمة الآلية هي:
- الإنجليزية
- اليابانية
- الصينية
- الكورية
- اللغة التايلاندية